# Sune Hjorth
Sune Emil Hjorth, född 26 april 1923 i Danmark, död 11 december 2013 i Sundsvall, var en svensk författare, översättare, debattör och ufolog. Hjorth blev känd för en bredare allmänhet som en återkommande gäst i Robert Aschbergs pratshower i TV3 under tidigt 1990-tal, och som en medverkande i tv-programmet 100 höjdare i Kanal 5.

## Författare och föreläsare
Sune Hjorth var en gymnasielärare i språk från Sundsvall som gav ut missionerande böcker om ufon och besökande utomjordingar. Som exempel på hans teorier och innehållet i böckerna kan nämnas påstått autentiska besök på utomjordiska baser i haven, resor till andra planeter, varningar från utomjordingar om kärnvapenkrig och miljöförstöring. Ett annat exempel är att utomjordingar lever på alla solsystemets planeter i högstående civilisationer. 
Under många år åkte han runt i Sverige och höll föreläsningar om sina teorier, ofta anlitad av arrangörer som tog lätt på hans teorier, utan mera betraktade honom som underhållning.
Hjorth påstod sig vara en reinkarnation av den berömde romantiske poeten Percy Bysshe Shelley. År 2004 drog han sig tillbaka som UFO-expert och konspirationsteoretiker.

## Politiskt intresse
Hjorths engagemang i UFO-frågor föregicks av en tid med ett starkt engagemang för utopisk socialism. Bland annat argumenterade han för Albanien som ett lyckorike utan inflation, arbetslöshet eller sociala problem. Efter omvälvningarna i Östeuropa ersattes de socialistiska idealsamhällena med ett starkt engagemang för UFO-frågor. Hjorth framhävde ofta stjärnhopen Plejaderna som platsen för ett idealsamhälle.
En del av hans böcker, samt hans egen tidskrift "UFO-kontakt", innehåller en del antisemitisk och rasistisk propaganda, och 1996 avslöjade journalisten Anders Moverare på tidningen Dagbladet i Sundsvall att Sune Hjorth var kassör i en nazistisk studentförening 1944–1945. Vid tiden för avslöjandet vidhöll han att det fanns en "sionistisk maffia" som ville ha världsherravälde. 
Han förtydligade senare att han ansåg att det handlade om en liten klick judar. De övriga judarna är precis som alla icke-judar förda bakom ljuset.[källa behövs] Hjorth betecknade sig som frihetlig socialist.
Han var även välkänd som insändarskribent i tidningarna.
Sune Hjorth höll också hårt på rökfrihet, och var under en tid ordförande i föreningen VISIR – VI Som Inte Röker.[källa behövs] Han är begravd på Sundsvalls skogskyrkogård.